# Bare (Šavnik)
Pour les articles homonymes, voir Bare.
Bare (en serbe cyrillique : Баре) est un village du centre-ouest du Monténégro, dans la municipalité de Šavnik.

## Démographie

### Évolution historique de la population
| 1948 | 1953 | 1961 | 1971 | 1981 | 1991 | 2003 |
| ---- | ---- | ---- | ---- | ---- | ---- | ---- |
| 583  | 609  | 574  | 534  | 420  | 317  | 301  |